# San Isidro (Alajuela)
San Isidro è un distretto della Costa Rica facente parte del cantone di Alajuela, nella provincia di Alajuela.